# Urkristendommen
Urkristendommen er den tidligste periode i kristendommens historie. Den begynder med Jesu forkyndelse omkring år 30 e.Kr. og slutter, da de kristne menigheder endegyldigt har brudt med den jødiske modertradition omkring år 100 e.Kr. Ifølge den kristne tradition blev kristendommen grundlagt som ny religion af Jesus selv, da han ifølge Matthæusevangeliet sagde til sine disciple:
| Citat | Mig er givet alt magt i himlen og på jorden. Gå derfor hen og gør alle folkeslagene til mine disciple, idet I døber dem i Faderens og Sønnens og Helligåndens navn, og idet I lærer dem at holde alt det, som jeg har befalet jer. Og se, jeg er med jer alle dage indtil verdens ende. | Citat |
|       | |       |

Fra en religionshistorisk synsvinkel var den proces, der førte til dannelsen af en ny og selvstændig religion, mere langvarig og kompliceret. Processen bestod af flere faser, nybrud og konflikter. I kirkehistorien dækker betegnelsen oldkirken tiden fra kirkens fødsel ved pinse, umiddelbart efter Jesu død og opstandelse, til indførelsen af kristendommen som statsreligion i Romerriget i slutningen af 300-tallet.
Et særligt syns på perioden har den tyske nytestamentlige forsker Gerd Theissen, som har indført begrebet Jesus-bevægelsen. Ifølge ham (og flere andre forskere) er Jesus-bevægelsen deførste tilhængere, der samledes omkring Jesus i det 1. århundrede, før kristendommen var etableret som en selvstændig religion. Jesus-bevægelsen havde altså endnu ikke brudt endeligt med jødedommen. Med andre ord: Jesus-bevægelsen var endnu ikke blevet til kristendommen. Bruddet med jødedommen sætter Theissen til ca. år 70. Theissen definerer Jesus-bevægelsen som ”den af Jesus fremkaldte jødiske fornyelsesbevægelse i det syrisk-palæstinensiske område mellem ca. år 30 og ca. år 70.” 

## Historisk baggrund
Det samfund, som kristendommen voksede frem i, var på én gang præget af patriotisme og kulturel pluralisme, traditionalisme og internationalisme. Jesus-bevægelsen begyndte i Galilæa, der var et jødisk domineret landbrugsområde, men som samtidigt var påvirket af de hellenistiske bycentre i Syrien. Kort efter Jesu død blev bevægelsens tyngdepunkter flyttet mod byerne, først og fremmest Jerusalem og Antiokia.
Judæa havde i flere århundreder været en del af den hellenistiske verden, og stærke udefrakommende kræfter påvirkede den jødiske kultur. F.eks. blev religion i højere grad et individuelt anliggende: Den gamle handlings- og fællesskabsorienterede religions fokus ændrede sig, så det var den enkeltes tro der kom i centrum. Loven skulle ikke længere blot opfyldes i handling, men også i holdning. Forestillingen om en fremtidig og ”dennesidig” frelse for hele Israels folk opstod i 500-tallet f.Kr. under eksilet, men den blev i visse henseender videreudviklet, så frelsen blev opfattet som en overjordisk dommedag. Selve gudsopfattelsen forandredes også. Fra at opfatte Jahve som den stærkeste gud blandt mange blev jødedommen nu til en strengt monoteistisk religion.
Omkring vor tidsregnings begyndelse var jødedommen præget af splittelse og intern strid, og den inkluderede mange grupperinger; nogen entydig ortodoksi fandtes ikke. De fire dominerende retninger var farisæerne, essæerne, saddukæerne og zeloterne. Dertil kom sikarierne, en ekstremistisk udbrydergruppe fra zeloterne, som forsøgte at uddrive romerne fra Judæa ved hjælp af skjulte dolke (Lat.: sicae). Andre grupper var samaritanerne, Johannes Døber-bevægelsen og Qumransekten.

## Historisk oversigt
Kristendommens tidligste historie inddeles i tre faser: Jesu egen forkyndelse, dannelsen af Jesus-bevægelsen omkring ham og den apostolske tid (ca. år 30-70), som omfatter apostlenes missionsaktiviteter blandt jøder i Israel, diasporajøderne overalt i Romerriget og ikke-jødiske hedninge.
Endnu var kirken ikke dannet i dens moderne form, men de institutioner og embeder, der blev en vigtig del af den katolske kirkes organisation, begyndte i den efterapostolske tid (år 70-140). Der blev fokuseret på at samle håndskrifter af apostlene, fordi Jesu genkomst ikke var så nært forestående, som man havde forventet. Senere udvikledes den oldkatolske kirke (år 140-311) med en mere afgrænset lære og udvikling af kirkeorganisationen. Perioden var fra begyndelsen præget af pluralisme, og nogen entydig teologi fandtes ikke, men den udvikledes langsomt i de næste århundreder.
Den danske teolog og religionsforsker Per Bilde har i sin beskrivelse af udviklingen, der førte til dannelsen af den nye selvstændige religion, lagt vægt på en række brud og vendepunkter, der hver især øgede afstanden mellem de dominerende jødiske grupper og tilhængerne af Jesus-bevægelsen. I begyndelsen opfattede de kristne og omverdenen sig selv som jøder, men der kom en række konflikter med de dominerende jødiske retninger, og der kom nytolkninger af de jødiske trosforestillinger. Alt dette betød, at Jesus-bevægelsen til sidst udskiltes som en separat religion: kristendommen. De vigtigste trin i denne udvikling var:
1. Jesusbevægelsen, der samledes omkring den jødiske prædikant Jesus i Galilæa
2. Jesu død (29 – 33 e.Kr.) var et vendepunkt for bevægelsen og nødvendiggjorde en omtolkning af de centrale trosforestillinger, som kom til at lægge grunden til en ny frelsesreligion
3. Opfattelsen af Jesus som guddommelig etableredes i bevægelsen - et element der skulle blive et kernepunkt i den nye religion.
4. Der opstod en følelse af eksklusivitet blandt tilhængerne. De fik en følelse af at være noget særligt i forhold til de øvrige jøder. Bevægelsen fik nu karakter af at være et sektfællesskab
5. Sektens missionsvirksomhed blev udvidet til også at omfatte ikke-jøder, hvilket hang sammen med dens spredning til storbyer udenfor Judæa
6. Med flytningen af sektens tyngdepunkt til stærkt helleniserede byer som Antiokia ændredes dens hovedsprog fra aramæisk til græsk. Dette skift medførte en række gennemgribende nyfortolkninger af trosforestillingerne pga. den kulturelle påvirkning, som det nye sprog førte med sig
7. Med spredningen til byerne skiftede sektens miljø fra at være udpræget ruralt (landligt) til at være internationaliseret urbant (byligt).
8. Da Paulus trådte ind i bevægelsen (ca. 34-40), var disse fundamentale forandringer indtruffet; men med Paulus styrkedes de tendenser, og det geografiske tyngdepunkt blev yderligere forskudt mod vest
9. Det antages, at den første jødisk-romerske krig (66-70 e.Kr.) havde en forstærkende effekt på udskillelsen af kristendommen fra jødedommen, da de kristne (ifølge konsensus i forskningen) tog afstand fra oprøret. Lederskabet udvandrede måske endda fra Jerusalem
10. Udskillelsesprocessen blev afsluttet mellem 90 og 110, da bruddet mellem tilhængerne af kristendommen og den etablerede jødedom var endegyldigt. De kristne udelukkedes fra synagogen.[4] Ignatius af Antiokia, der skrev omkring 110, skelnede klart mellem at være kristen og at være jøde. Kristendommen fremstod nu fuldt og helt som en ny religion

Følelsen af at tilhøre en særlig gruppe fandtes hos de kristne før det endelige brud, og processen, der til sidst medførte bruddet, begyndte formodentligt da ideen om Jesu guddommelighed og grundlæggende betydning for frelsen blev en central trosforestilling i bevægelsen. Det skete i de første fem til 10 år efter hans død. Jesus-tilhængerne definerede dog stadig sig selv som jøder, og deres kultfællesskab repræsenterede en jødisk reformbevægelse. Diskussioner og konflikter var foreløbigt også et internt jødisk anliggende.

## Historie

### Begyndelsen
Jesus var kristendommens første grundlægger. Begyndelsen til det, der blev til en ny og selvstændig religion, skal findes i den Jesusbevægelse, der opstod omkring ham.
Selvom Jesu liv og lære er et emne for akademisk debat, er de fleste forskere enige om følgende grundlæggende punkter: Jesus blev født omkring år 4 f.Kr. og voksede op i Nazaret i Galilæa, og han samlede disciple omkring sig. De eneste kilder til hans livshistorie er evangelierne, og ifølge dem var han en omvandrende profet, der gjorde undere, uddrev onde ånder og helbredte syge; han blev henrettet ved korsfæstelse i Jerusalem efter ordre fra den romerske guvernør, Pontius Pilatus. Jesus blev derefter lagt i en grav, som blev fundet tom af nogle jødiske kvinder. Jesus blev set af mange af hans tilhængere (1 Kor 15,3-9). Påstanden om Jesu opstandelse danner basis for den kristne tro og hele den senere kristne kirke.
Autenticiteten af det Jesus sagde og gjorde, anses normalt for at være usikker, da de eneste kilder til Jesu liv er skrevet af kristne på et tidspunkt, hvor han havde været død i mange år, og hvor opfattelsen af ham var forandret i forhold til den oprindelige opfattelse. Da Jesu egne ord kun er bevaret som brudstykker, er det umuligt at lave en systematisk oversigt over hans forkyndelse; men de udsagn, der er bevaret, tyder på, at det måske aldrig var meningen, at der skulle laves en sådan oversigt. Jesu ord består nemlig ofte af overraskende svar på tilsyneladende simple spørgsmål, og formålet har i lighed med de omvandrende kyniske filosoffer været, at svaret skulle ”trække tæppet væk” under spørgeren, dvs. få ham til at stille spørgsmålstegn ved det etablerede værdisystem.
Den historiske Jesus, der kan fremdrages af de nytestamentlige tekster, bærer præg af, at han var en jødisk profet og reformator, der bl.a. havde som mål at bringe jødedommen tilbage til en tilstand, som han anså for den oprindelige, renset for det, han mente var fremmed indflydelse. Bevægelsens profetiske præg kom til udtryk gennem forventninger om en snarlig guddommelig indgriben i verden. Denne indgriben ville medføre en øjeblikkelig forbedring af jødernes situation. For at forberede denne frelse skulle jødedommen reformeres, og fokus skulle være på den enkeltes adfærd. Målet for Jesus-bevægelsen var reformation af religionen, ikke en revolutionær modstand mod den romerske besættelsesmagt.
Jesus var dog først og fremmest i opposition til de etablerede og dominerende grupper i det jødiske samfund, f.eks. saddukæerne og farisæerne, og han ville især gøre op med traditioner og nedskrevne love for at give plads til spontanitet og pligten til at handle efter kærlighedsbuddet.

Intet taler dog for, at Jesus var modstander af offerkulten i templet. Hans uddrivelse af de handlende vil f.eks. kun give mening, hvis han mente, at stedet og de handlinger, der knyttede sig til det, havde en særlig betydning. Jesus ønskede at nytænke kulten, at give den et nyt indhold - ikke at afskaffe den.
Bevægelsen havde sandsynligvis tidligt tætte forbindelser til farisæerne og var måske en gren af Johannes Døber-bevægelsen. Jesus brød dog senere med disse to bevægelser. Kristendommen blev skabt i en periode, der var fuld af indre strid og splittelse i jødedommen, og efterhånden udviklede der sig en konflikt mellem Jesus-bevægelsen og den romerske og jødiske øvrighed. Denne konflikt havde rod i et øget fokus på religiøse traditioner og forestillinger i det jødiske samfund. Dette fokus medførte spændinger mellem de forskellige grupper pga. deres forskellige opfattelser af jødedommen. Måske blev Jesus offer for en intern jødisk udrensning af afvigere og kættere.
Det særlige ved kristendommens forhold til de øvrige jødiske grupperinger var dens høje grad af inklusivitet, i modsætning til den almindelige eksklusive praksis i jødiske samfund. Ikke-jøder og ringeagtede befolkningsgrupper blev behandlet på lige fod med jøder, og kristendommens fokus lå på en idé om fred og forsoning, der var uafhængig af nationalitet.

### Påsken
Jesus blev anklaget for at være en messiasprætendent, og han blev henrettet ved korsfæstelse, som var den romerske straf til ikke-romerske borgere for forbrydelser, der truede statens sikkerhed. Han blev med andre ord opfattet som en seriøs politisk-revolutionær trussel og må derfor også have haft en større skare tilhængere med særlige forventninger til ham.
Efter at Jesus var henrettet, begyndte nogle af hans tilhængere at tro, at han var blevet oprejst fra de døde tre dage efter, at han var henrettet af romerne under påskehøjtidelighederne. De troede også, at han steg til himmels 40 dage senere. Han ville dog snart vende tilbage. Forventningen om Jesu snarlige genkomst var stærk på dette tidspunkt.
Udeblivelsen af genkomsten må imidlertid have medført skuffelse og forvirring. Den førte efterhånden til en omfortolkning af centrale trosforestillinger: Jesus blev nu set som en åndelig frelser, og den endegyldige frelse blev udskudt til en fjern, ubestemt fremtid.
Jesus-bevægelsen blev efter lederens død transformeret til en sekt, der opfattede den døde Jesus som et guddommeligt væsen med en afgørende rolle i den frelseplan, som nu var blevet udskudt til en fjern fremtid. En vigtig rolle i denne transformation spillede Paulus, som snart blev en del af bevægelsen. Paulus beskrev Jesus som den stærkeste guddom af alle. Alt i hele verden måtte bøje sig for ham.(1 Kor 15,24-27) Paulus var den vigtigste drivkraft bag bruddet mellem de kristne og den jødiske tradition.

### Jesuskulten og Paulus
I tiden lige efter Jesu død var bevægelsen ledet af apostlene og slægtninge og stadig mest udbredt i Galilæa, Jesu hjemegn. Denne egn havde et jødisk befolkningsflertal. Men den var mindre ortodoks end de jødiske kerneområder omkring Jerusalem i Judæa. De store hellenistisk dominerede bycentre i Syrien og Anatolien lå nærved, og deres kultur havde derfor stor indflydelse her. Kristendommens åbenhed overfor ikke-jøder allerede i de tidligste faser kan derfor være et resultat af, at den opstod i et område, som havde stærke forbindelser til ikke-jødiske samfund.
Påvirkningen fra den romersk-hellenistiske verden voksede; de stærke religiøse reformtendenser i tidens jødedom betød f.eks., at flere diasporajøder flyttede til Jerusalem, og efterhånden blev disse ofte stærkt helleniserede jøder en dominerende faktor i byens religiøse miljø. Denne tosidighed fik stor betydning for den jødiske kultur, og den internationale romersk-hellenistiske kulturs møde med den oprindelige jødiske blev udgangspunkt for en lang række konflikter.
Disse konflikter påvirkede også den kristne bevægelse. To modsatrettede strømninger medførte interne stridigheder og konflikter i den ældste menighed. Den ene var orienteret mod den traditionelle jødedom, den anden var knyttet til den helleniserede diaspora og de ”hjemvendte” jøder i Judæa. Da de græsktalende begyndte at blive dominerende blandt de kristne, blev hovedsproget i bevægelsen græsk. Det medførte ikke blot en oversættelse, men også en stærk indflydelse fra hele den kultur, der var knyttet til græsk sprog. Jødedommen var mere åben over for fremmede proselytter end senere; mange ikke-jøder var knyttet til jødiske menigheder og tog del i religionen uden fx at være omskåret.
De første kristne var hovedsageligt etniske jøder eller proselytter. Jesus forkyndte for jøder, og blandt dem valgte han sine første disciple, men budskabet skulle også gå til hedningerne. En tidlig uenighed i oldkirken opstod, da hedninger begyndte at omvende sig: Skulle disse ikke-jøder først "blive jøder" (f.eks. blive omskåret og følge jødiske spiseregler), før de kunne blive kristne? Beslutningen blev taget af Peter efter Kornelius' omvendelse, idet et tegn viste sig for Peter: De kristne skulle ikke følge de jødiske spiseregler, og dermed var sagen afgjort. Apostlenes lære bragte oldkirken i konflikt med de jødiske, religiøse myndigheder, og det førte til sidst til Stefanus' martyrium. Navnet "kristen" (gr. Χριστιανός) blev ifølge ApG 11,26 første gang brugt om disciplene i Antiokia.
Paulus tilhørte den helleniserede fløj i kristendommen; han stammede fra byen Tarsus, som var et hellenistisk kulturcentrum, hvor især stoicismen havde en stærk position. Hans modersmål var koinê græsk, og han havde fået en grundlæggende uddannelse både inden for den græske og den jødiske tradition; han var før sin omvendelse tilknyttet farisæerne. Han tilhørte gruppen af diasporajøder, der var rejst til Jerusalem i religiøs begejstring, men hvoraf flere siden tilsluttede sig Jesusbevægelsen i skuffelse over de interne stridigheder, som prægede tidens jødedom. Paulus blev efter eget udsagn omvendt til at følge Jesus, efter a han havde haft en vision på en rejse til Damaskus, mens han deltog i den jødiske øvrigheds forfølgelse af den nye Jesussekt. Denne omvendelse dateres normalt til mellem år 35 og 40. De kristne menigheder fandtes da primært i byerne, og denne tendens blev kun yderligere styrket, da Paulus påbegyndte sit missionsarbejde. I lighed med de øvrige apostle etablerede han nye menigheder i flere byer. Hans base blev byen Antiokia, Syriens hovedstad og Romerrigets tredjestørste by. Her fandtes en stor menighed af både jøder og ikke-jøder.
I Paulus' fortolkning markerede Jesu død og henrettelse og genopstandelse et totalt nybrud med den traditionelle jødedom. Den gamle rabbinske jødedom drejede sig (ifølge Paulus), om at vente på forløsningen og Messias' komme, og om i ventetiden at efterleve den guddommelige lov til fuldkommenhed. Nu havde Messias været der i skikkelse af Jesus, og det blev nu et spørgsmål om tro: Havde den gamle historie, som begyndte med syndefaldet nået sin afslutning, og var en ny begyndt? Hos Paulus bestod troen således i den fuldstændige accept af, at Jesus var den salvede, og at han havde bragt gudsriget ned på Jorden. Opstandelsen havde ændret verdensordenen, idet en død der opstod betød, at den synd, der blev skabt ifølge 1. Mosebog, nu var blevet annulleret - et synspunkt, der gav bevægelsen et stærkt millenaristisk præg. I Paulus' fortolkning var Jesu liv en rettesnor for mennesket, og med ham var den gamle lov blevet forældet og i stedet erstattet af syndernes forladelse ved troen på Jesus Kristus. Paulus' skrifter er de ældst bevarede kristne skrifter og har alene af den grund haft overordentlig stor indflydelse på senere tiders kristen teologi.
Den tidlige kristne bevægelse blev ledet af apostle og af de ældste (presbyteroi) ifølge de beskrivelser af organisationen, som findes i Apostlenes Gerninger. Titlen "apostel" dækkede over flere funktioner, og definitionen er uklar i de ældste tekster. Dette kan være et tegn på, at der har været en intern konflikt mellem grupper med forskellige opfattelser af deres position i bevægelsen. To definitioner af, hvem der kaldtes apostel, dominerede dog: personer der var godkendte som missionærer, og personer som havde fulgt Jesus selv og fået hvervet tildelt af ham personligt. Efter de oprindelige apostles død blev det nødvendigt at skabe en mere fast struktur for bevægelsen og etablere en hierarkisk opbygget ledelsesform. Den nye organisation blev skabt ud fra en model, der lignede den måde hvorpå andre religiøse og sociale fællesskaber i det omgivende samfund var opbygget. Efterhånden etableredes faste embeder på grundlag af funktioner, der allerede fandtes i menighederne. Fra omkring 110 kendes de første eksempler på biskopper, der alene stod i spidsen for en menighed, fx Ignatius af Antiokia og Polykarp af Smyrna, men denne type embede nåede først til Rom ca. 150 e.Kr.
Jesu bror Jakob overtog formentlig lederskabet af den kristne menighed i Jerusalem i 44. Denne menighed havde den største autoritet inden for kristendommen i denne periode. Jakob kom til at stå for en linje, hvor bevægelsen i så høj grad som muligt blev tilpasset de dominerende jødiske grupperinger for at undgå konflikter. Den voksende nationalisme i det jødiske samfund og deraf øgede fokus på de religiøse traditioner gjorde imidlertid situationen farligere for de kristne, og konflikter brød efterhånden ud alligevel. F.eks. blev Jakob sammen med flere andre kristne henrettet i 62 på ordre af ypperstepræsten Ananus.
Den spændte situation tiltog efter det jødiske oprør i 66-70. Templet i Jerusalem var nu blevet ødelagt, og den jødiske offerpraksis var ikke længere mulig. Den farisæiske retning oplevede en voldsom vækst, der bl.a. medførte, at afvigende grupper som de kristne, blev marginaliseret og i flere tilfælde udstødt fra synagogefællesskabet.

### Bymenigheder
Kristendommen var få år efter Jesu død primært en byreligion, og mange af de bevarede breve fra denne periode tyder på at de kristne menigheder især fandtes i de lilleasiatiske byer, mens den første menighed i Rom blev etableret omkring år 40. Religionssociologen Rodney Stark har foreslået, at årsagen til ændringen af kristendommens tyngdepunkt til byerne var, at der her fandtes kritiske masser, der var tilstrækkeligt store til at kunne understøtte en afvigende bevægelse. Stark har i sin forskning primært beskæftiget sig med dannelsen af nye religioner, og han påpeger, at spredningen af nye religiøse ideer i de fleste tilfælde ikke drejer sig om mission alene, men i lige så høj grad om sociale relationer. I denne epoke var den enkeltes kontaktflade større, hvis man levede i byen frem for på landet. Hvis kristendommen derfor var blevet samlingspunkt for en gruppe i en stor by, ville sandsynligheden for yderligere spredning være langt større her end i bevægelsens oprindelige landlige tyngdepunkt i Galilæa.
Romerrigets byer var kaotiske og kulturelt uorganiserede; der fandtes ingen centrale kulturelle institutioner. For en tilflytter til en af disse byer repræsenterede medlemskabet af en kristen menighed en mulighed for at overvinde den urbane virkeligheds mange vanskeligheder, fordi man internt i de kristne grupper i meget stor udstrækning tog sig af hinanden. Denne praksis havde selvfølgelig stor betydning i katastrofetider, men betød også, at dette sociale netværk var i stand til at gøre livet i de græsk-romerske byer mere udholdeligt i dagligdagen.
Romerriget havde skabt et effektivt netværk af sikre veje mellem byerne, både til lands og til vands; latin og græsk var gangbare sprog næsten overalt i hele imperiet. De gode muligheder for mobilitet betød, at mange mennesker udvandrede fra deres hjemegne for at bosætte sig i en by. De fleste af Romerrigets byer havde en jødisk befolkning, og det var i overvejende grad gennem kontakter mellem disse grupper, at de kristne ideer blev spredt. Den store etniske blanding i byerne betød samtidig, at de kristne ofte kom i kontakt med personer af ikke-jødisk oprindelse. Før de første kristne menigheder blev etableret, havde de lokale synagoger fungeret som base for den kristne forkyndelse. Efterhånden som spændingerne mellem de dominerende jødiske grupper og de kristne stærkere, blev de kristne holdt ude af synagogerne.
De ældste benyttede også andre mødesteder end synagogerne; mange af dem havde en patron, der gerne brugte sit eget hjem som samlingssted, især i forbindelse med nadverritualet. Mange af de husmenigheder som omtales i Paulus’ breve er sandsynligvis opstået ved, at en velstående pater familias har ladet sig døbe sammen med hele sin familie og husholdning. Derved har han opnået en patronstatus for hele menigheden.
De kristne organiserede sig ligeledes i kollektiver eller foreninger (collegia/thíasoi), som var et vigtigt socialt element i det romersk-hellenistiske samfund. De fungerede ofte som begravelsesforeninger, laug eller som religiøse fællesskaber. Medlemmerne var i reglen ligemænd og tilhørte samme stand. Men fattige foreninger havde gerne en rig velgører. Nogle af disse foreninger benævnte sig selv ekklesíai, hvoraf det moderne ord kirke stammer.
En tilbagevendende begivenhed i foreningerne var fester, hvor alle medlemmer samledes omkring et fællesmåltid. Foreningernes styreform vekslede mellem at være demokratiske og patriarkalske. De havde som regel en hierarkisk struktur med valgte embedsmænd (magistres/arkhóntés) og et ældsteråd (senatus/gerousia) i spidsen. Ved siden af var det almindeligt med en række tjenestefunktioner. De mest udbredte var forstander (prostátés), opsynsmand (epískopos) og tjener (diakonos). De kirkelige institutioner og titler i kristendommens historie, fik sandsynligvis deres navne fra denne organisationsform.
En helt anden udbredt fællesskabsform i antikken var filosofiske skoler dannet omkring en omvandrende lærer eller filosof. De mest kendte bevægelser af denne type var de kyniske, pythagoræriske og epikuræiske skoler. En kristen forfatter beskrev omkring 200 netop kristendommen som en filosofisk skole på linje med de førnævnte. Jøder i 1. århundrede e.Kr. beskrev ligeledes grupperinger inden for jødedommen som jødiske filosofiske skoler. Indholdet af deres filosofi var vidt forskelligt, men med hensyn til struktur havde disse skoler store ligheder. De var ofte opbygget på samme måde som et laug eller et gilde.
Menighederne fik deres særlige karakter pga. medlemmernes behov. De fleste af menighederne var både religiøse og sociale fællesskaber. Det rituelle fællesmåltid nadveren var et vigtigt religiøst og samlende element i menighedslivet, men formålet med det var i lige så høj grad omsorg for fattige og syge medlemmer. I løbet af det 20. århundrede har det blandt forskere været en udbredt opfattelse, at de ældste menigheder primært bestod af fattige og uuddannede mennesker, men kilderne tyder på, at mange af de kristne var relativt velstående, dog mest nyrige. Den store gruppe af slaver og frigivne har sandsynligvis følt sig tiltrukket af kristendommens lighedssyn, men håndværkere og handlende udgjorde majoriteten af de første kristne.

### Mission og vækst
I sidste del af 1. århundrede var den kristne menighed blevet så stor og så stærkt organiseret, at de etablerede og dominerende jødiske grupper var begyndt at anse dem for at være en trussel mod deres egne magtpositioner inden for jødedommen. De kristne udgjorde nu flere steder større grupper, der lokalt var i opposition til den jødiske ledelse i synagogen. Denne situation førte til, at de kristne blev udelukket fra synagogerne og det jødiske fællesskab mellem år 90 og 120. Det er blevet anslået, at der omkring år 100 var ca. 7.500 kristne i alt, og at bevægelsen i de første århundreder havde en vækstrate på omkring 40% for hvert 100. år. Disse tal er selvfølgelig udelukkende estimater, der bygger på højst usikre tal. Men de giver alligevel et fingerpeg om gruppens relativt lille størrelse. Den beskedne størrelse kan forklare, hvorfor der endnu ikke er blevet gjort arkæologiske fund med forbindelse til de første kristne, og hvorfor gruppen kunne fungere så længe som en del af det langt større jødiske samfund.
De allerførste menigheder havde en kerne af mennesker der selv havde fulgt Jesus. Han havde sandsynligvis omgivet sig med en gruppe af omvandrende disciple, men denne gruppe havde også fastboende sympatisører som kunne forsørge dem på deres rejser. De første missionærer i Jesusbevægelsen har med stor sandsynlighed været rekrutteret i gruppen af omvandrende disciple. Missionærerne kom til at fungere som et karismatisk samlingspunkt i deres egne menigheder.
De kristne havde allerede inden bruddet med modertraditionen etableret stærke indbyrdes bånd og fælles organisationer mellem de spredte menigheder overalt i Romerriget. De kristne udviklede efterhånden en stærk identitet og begyndte at betragte sig selv som et 3. folk (ethnôs) ved siden af grækerne og jøderne. Omkring år 100 begyndte udenforstående at beskrive de kristne som en identificerbar gruppe, der tydeligt skilte sig ud, og som har et stærkt sammenhold Omkring dette tidspunkt erstattede de kristne synagogefællesskabet med en ekklesia/kirke, der på græsk blot betyder forsamling. "Ny" opfattes sjældent som en positiv egenskab ved en religion, og i hellenistisk-romersk tid så man især ned på nyskabelser i forhold til det gamle. Reelle nyskabelser blev derfor gerne beskrevet som en tilbagevenden til de gode gamle dages skikke og dyder. Dette er f.eks. det bærende tema i Vergils epos Æneiden, som skulle vise at kejser Augustus’ reformprogram var en tilbagevenden til fortiden. Alligevel indeholder teksterne i Nye testamente flere passager, hvor nyhedsværdien af det kristne budskab fremhæves.
Det nye ved kristendommen var dog ifølge de kristnes, at Jesu død og opstandelse markerede en overgang til en ny tidsalder, der var mere ægte. Livet nu var i overensstemmelse med idealerne fra den mytiske urtid med Moseloven. De kristne anså på den ene side kristendommen for at være en ny religion, men opfattede den samtidig som en reetablering af den sande jødedom. Tilvæksten i antallet af kristne skyldtes primært konvertering, især blandt jøder og ikke-jøder, der var tæt knyttet til jødedommen. Konvertering til en anden religion finder som regel sted hos personer der har knyttet stærkere bånd til medlemmer af denne religion end til andre ikke-medlemmer. Moderne studier har vist, at konvertitter i langt de fleste tilfælde har følt, at der var mindre at tabe ved at konvertere end ved at forblive udenfor.
Socialt set ligner urkristendommen alle andre nyreligiøse bevægelser. Tilhængerne var ikke fattige, men tilhørte snarere en højere middelklasse, og åbne netværk var nødvendige for vækst. Den proces, der førte frem til dannelsen af en ny religion, var social og involverede alle medlemmer af gruppen. Det var selvfølgelig de karismatiske ledere eller stifteren, der virkede tiltrækkende, men det var hele gruppen der gjorde arbejdet med at etablere et uafhængigt trossystem.

## Ritualer
Udviklingen af de kristne ritualer i 1. århundrede var præget af både kontinuitet og forandring. Fra den gamle jødiske tradition tog de kristne de religiøse tekster, som nu udgør Det Gamle Testamente. De brugte endvidere synagogen som samlingspunkt for udbredelsen af læren om Jesus som jødernes, og hele verdens, Messias. Senere blev teksterne nytolket, og selve ritualerne ændrede form og indhold inden for nogle samfund. Indtil 90 e.Kr. fandt den kristne forkyndelse primært sted i synagogerne, og de allerførste kristne kom i templet og brugte synagogerne for at fortælle jøder om budskabet om Jesus, før de drog videre til ikke-jødiske folk.
Det er paradoksalt, at Jesus blev grundlægger af en ny religion, kristendommen, når han tog et opgør med organiseret tilbedelse af Gud i institutioner og i lovbud i den hensigt derved at opnå frelsen. Det er derfor heller ikke korrekt, at de kristne først ved overgangen til det 2. århundrede begyndte at opfatte deres traditioner som fundamentalt forskellige fra jødernes, for Jesu budskab var allerede radikalt anderledes end den samtidige jødiske religion, blandt andet med forkastelse af gerninger som vejen til frelse og med omvendelsen fra synder gennem tro.
Den kritik af religiøse ritualer, der fremgår af de tidlige kristne tekster, betyder ikke, at de kristne ikke selv havde ritualer. Kritikken retter sig i stedet mod den jødiske offerkult og de hedenske religioners praksis. Helt fra begyndelsen var dåben et meget centralt ritual. Det fungerede som en overgangsrite og blev opfattet som genfødsel til et nyt liv og en nyskabelse af mennesket. Den liturgiske praksis i denne periode kendes ganske godt. Modsat i dag var dåben en lukket ceremoni, der blev foretaget efter, at man havde modtaget læren om Jesus - ikke som i dag, hvor man både kan døbes som barn eller umiddelbart efter man har hørt om den kristne lære.
Nadveren i form af et fællesmåltid med rituelt indhold indgår også hyppigt i de tidlige tekster. Eskatologiske forestillinger var et fremtrædende element i nadvermåltidet, som fungerede både som en mindehøjtidelighed for Jesu død og som billede på hans soningsdød. I dette ritual blev fortiden forbundet med fremtiden ved, at centrale mytiske begivenheder blev genskabt gennem ritualet. Gentagelsen fungerede som et billede på den kommende salige tid efter dommedag. Den kristne blev gennem sin deltagelse i menighedens fælles måltid delagtiggjort i Jesu døde og genopstandne legeme og fik derved et pant på at kunne indgå i det fremtidige gudsrige. Samtidig er nadveren symbol på at være del af det kristne fællesskab. Nadveren som fællesmåltid har paralleller til den jødiske måltidstradition.
Det er usikkert, om gudstjenester fungerede som en selvstændig ceremoni, eller om de indgik som led i de øvrige ritualer. Der er heller ikke levn, der tyder på, at der fandtes en fast liturgisk struktur for en gudstjeneste, blot at visse elementer ofte indgik: salmesang, belæringer, åbenbaringer, bøn og tungetale. Formålet med åbenbaringer var at give menigheden indsigt i de centrale trosforestillinger, og de blev foretaget af alle, der havde omvendt sig til troen, men også af en apostel eller en anden person med stor autoritet i bevægelsen. I den efter-apostolske tid begyndte man i højere grad at etablere en dogmatik, fordi man anså det for at være nødvendigt for kunne opretholde den lære om Jesus, som var blevet overleveret af Jesus og apostlene. Ortodoksien blev adskilt fra kætteriet, og med tiden fik de belærende elementer også større betydning i gudstjenesten.